# Josef Neumeier
Josef Neumeier (* 27. August 1934 in Essenbach; † 6. August 2020) war ein deutscher Politiker (CSU). Er war von 1991 bis 2002 Landrat des Landkreises Landshut.

## Leben
Der gelernte Metzgermeister und Lehrer an der Fleischerschule Landshut war bis 1971 Zweiter Bürgermeister der damaligen Gemeinde Altheim und von 1971 bis 1991 Erster Bürgermeister der niederbayerischen Marktgemeinde Essenbach. Als Lehrer war er zuvor zuletzt Oberstudienrat. Nach dem Tod seines Vorgängers als Landrat, Ludwig Meyer, am 3. August 1991 war er vom 26. September 1991 bis 30. April 2002 Landrat des Landkreises Landshut. Zuvor war er 1985 bis 1991 bereits stellvertretender Landrat gewesen.
Seit August 2011 war er Vorstandsvorsitzender der Schulstiftung Seligenthal.

## Ehrungen
- Verdienstkreuz am Bande der Bundesrepublik Deutschland (April 2002)
- Verdienstkreuz 1. Klasse der Bundesrepublik Deutschland (November 1995)
- Medaille für besondere Verdienste um die kommunale Selbstverwaltung in Silber und Bronze
- Verleihung des Titels Altlandrat
- Ehrenring des Landkreises Landshut (2002)